# Lechedo (Merindad de Cuesta-Urria)
Lechedo es una localidad situada en la provincia de Burgos, comunidad autónoma de Castilla y León (España), comarca de Las Merindades, partido judicial de Villarcayo, ayuntamiento de Merindad de Cuesta-Urria.

## Geografía
Situado 17 km  al nordeste Nofuentes ,  capital del municipio;  29  de Villarcayo, cabeza de partido, y  87 de Burgos. 

### Comunicaciones
- Carretera:  Local BU-V-5504 , que a través de la BU-V-5503 sirve de acceso a la autonómica   BU-550 ,  a 1.5 km, donde circula la línea de autobuses Poza de la Sal-Bilbao.

## Demografía
En el censo de 1950 contaba con  12 habitantes, reducidos a 3 en el padrón municipal de 2007.

## Historia
Villa  perteneciente a la Merindad de Cuesta-Urria  en el  Partido de Castilla la Vieja en Laredo, con  jurisdicción de realengo.
A la caída del Antiguo Régimen queda agregado al ayuntamiento constitucional   de Merindad de Cuesta-Urria , en el partido de Villarcayo perteneciente a la región de  Castilla la Vieja.

## Parroquia
Iglesia católica de Santa María Magdalena, dependiente de la parroquia de Pedrosa en el Arciprestazgo de Medina de Pomar del Arzobispado de Burgos.